# Martinex
Martinex T'Naga é um personagem fictício que aparece na histórias em quadrinhos publicadas pela Marvel Comics. O personagem é representado como uma versão alternativa do futuro do Universo Marvel.
Último sobrevivente de Plutão, Martinex esbarra com Charlie-27 quando ele está escondido dos Badoon e os dois, juntos, encontram Vance Astro e Yondu, formando os Guardiões da Galáxia.

## Publicação
Martinex aparece pela primeira vez em Marvel Super-Heroes #18 (janeiro de 1969) criado por Arnold Drake e Gene Colan como parte dos Guardiões da Galáxia. O escritor Steve Gerber incluiu o personagem quando reviveu a equipe em Marvel Presents #3 (fevereiro de 1976) ao #12 (agosto de 1977).
A aparição de Martinex foi redesenhada em Guardians of the Galaxy #7 (dezembro de 1990). O escritor / artista Jim Valentino comentou: "Ninguém poderia desenhar [Martinex] da mesma maneira duas vezes. Era impossível e era uma dor de cabeça. O que eu fiz foi simplificá-lo de acordo com o que Andrew Loomis delineou em seu livro seminal, desenho de figura para tudo que vale a pena".
Martinex aparece junto com o resto dos Guardiões originais na série em quadrinhos de 2014, Guardians 3000. O escritor Dan Abnett o descreveu como "o cérebro" da equipe.

## Biografia ficcional do personagem

### Origem
No século XXI, a Terra havia colonizado vários planetas em seu sistema solar, incluindo Plutão, onde Martinex nasceu embora mais tarde tenha sido revelado que seus ancestrais eram do continente africano na Terra. Ele foi criado para se tornar um cientista. Como os outros plutanianos, o corpo de Martinex estava completamente coberto por facetas de aspecto cristalino, para que seus habitanetes pudessem suportar as extremas temperaturas do planeta.

### Formando os Guardiões da Galáxia
Quando os Badoon tentaram exterminar todos os plutanianos, Martinex escapou e se uniu à Vance Astro, um astronauta humano do século XX, Charlie-27, um jupiteriano e Yondu, de Centauri IV, para lutar contra as forças dos Badoon como o grupo conhecido por Guardiões da Galáxia.

### Reforços
Os Guardiões foram auxiliados pelo Coisa, Capitão América e Agente 13. Eles foram capazes de reivindicar um grande território na Terra durante a ocupação dos Badoon. Depois de voltar para a Era dos Heróis novamente, os Guardiões conseguiram expulsar completamente os Badoon da Terra.

### Novas Aventuras
Eles finalmente os derrotaram, com Martinex executando seu líder, Koord. Porém, eles não conseguiram se encaixar na vida pós-guerra na Terra e partiram em uma missão para explorar a galáxia. Durantes suas viagens, os Guardiões recrutraram novos membros como Nikki (Última sobrevivente de Mercúrio) e enfrentaram novas ameaças como o Homem Topográfico.

### Unindo Forças com os Vingadores
Um dos maiores inimigos dos Guardiões foi Michael Korvac. Quando ele ganhou grande poder e viajou de volta no tempo, Martinex e os Guardiões o seguiram de volta à Era dos Heróis. Eles fizeram contato com os Vingadores na Terra e receberam participação honorária na equipe durante sua permanência no tempo presente.

### Força de Liderança
Sendo considerado o membro da equipe mais nivelado e geralmente respeitado, Martinex tendeu a servir como o líder relutante dos Guardiões.

### Consequência
Ao procurar o escudo do Capitão América, os Guardiões entraram em conflito com uma equipe superhumana conhecida como Força. Martinex foi gravemente ferido por um membro da força conhecido como Brahl. Muitos dos cristais que cobriam o corpo de Martinex foram quebrados, mas ele se recuperou com a ajuda de Starhawk e sua "luz". Todos os cristais exteriores em Martinex caíram, deixando-o com uma aparência nova, menos facetada e um pouco roxa.

### Formando os Guardiões Galáticos
Eventualmente, Martinex deixou o time para formar os chamados Guardiões Galáticos. Os Guardiões Galáticos foram inicialmente constituídos por Hollywood, Firelord, Mainframe, Replica, Phoenix IX e Motoqueiro Fantasma.

### Retorno e Século XXI
Mais tarde, Martinex retorna aos Guardiões. O futuro do século XXI ficou em um estado de fluxo considerável por um certo tempo. Várias versões de Martinex apareceram nos últimos anos, vencendo a relevância para eventos da Terra-616. Martinex e uma equipe dos Guardiões (que lembraram ser Vingadores únicos) recentemente se transportaram de volta ao século XXI, mas sua cronologia e memórias foram fortemente alteradas.

## Poderes e habilidades
- Fisiologia Plutaniana: como um plutaniano, Martinex é descendente dos colonos humanos de Plutão que foram alterados geneticamente para sobreviver às condições do planeta.
  - Forma de Vida Baseada em Silício: o corpo de Martinex é composto por um cristal de silício em vez de carbono. Isso o torna mais forte e mais resistente do que um humano normal. No entanto, quando ferido seu corpo cura mais lentamente do que um ser-humano.
  - Visão Aprimorada: os olhos de Martinex podem se adaptar à situações de quase ou total escuridão e até mesmo a exposições à luzes que poderiam cegar um humano comum.
  - Termocinese: a fisiologia de Martinex lhe permite aprimorar ainda mais sua resistência à temperaturas extremas, filtrando o excesso de calor do meio ambiente para se aquecer, ou ventilando o calor do próprio corpo para se esfriar. Martinex também pode concentrar esse efeito de forma ofensiva através da projeção de feixes térmicas de frio e calor.
  - Adaptação à Temperaturas: Martinex pode e adaptar à temperaturas extremamente altas e frias.

### Habilidades
Martinex é um experiente piloto de naves espaciais, além de ter uma formação como cientista.

## Em outras mídias

### Filmes

#### Universo Marvel Cinematográfico
- Martinex é interpretado por Michael Rosenbaum no Universo Cinematográfico da Marvel.[3]
  - Em Guardiões da Galáxia Vol. 2, (2017), Martinex T'Naga é um membro de uma facção dos Saqueadores (Ravagers no original) liderada por Stakar Ogord e velho parceiro de Yondu.[3]

## Ligações Externas
«Martinex» (em inglês). no Marvel.com